# Miyakonojō
Miyakonojō (都城市 Miyakonojō-shi?) este un municipiu din Japonia, prefectura Miyazaki.